# Of Myths and Legends
Of Myths and Legends – trzeci długogrający album muzyczny grupy Black Messiah. Jest to ostatni album z perkusistą Surthurem, który odszedł z zespołu z powodu problemów zdrowotnych.

## Lista utworów
1. "In Remembrance" – 02:01
2. "Of Myths and Legends" – 05:57
3. "Irminsul" – 05:21
4. "Father of War" – 06:21
5. "Sauflied" – 04:13
6. "Howl of the Wolves" – 04:03
7. "Erik, Der Rote" – 06:08
8. "Lokis Tanz" – 02:07
9. "Die Sühne Des Feuerbringers" – 06:19
10. "Moskau" (Dschinghis Khan cover) – 04:45
11. "The Bestial Hunt of the Fenrizwolf" – 4:29

## Twórcy
- Zagan – wokal, gitara, wiolonczela, mandolina
- Meldric – gitara
- Zoran – gitara
- Niörd – gitara basowa
- Hrym – syntezator, keyboard, syntezator Mooga, mellotron
- Surthur – perkusja

## Gościnnie
- Andreas "Schawes" Schawol – gitara akustyczna na "Sauflied"
- Sebastian "Baschi" Kurig – tin whistle na "Sauflied"
- "Sir" Percy – syntezator Mooga, mellotron
- "The Choir of Pagans": Thomas Bonja, Joerg Schwarzer, Markus "Spaeg" Heckmann, Andreas "Schawes" Schawol na "Sauflied" i "Moskau"